# Giechkröttendorf
Giechkröttendorf ist ein Stadtteil von Weismain im oberfränkischen Landkreis Lichtenfels.

## Geografische Lage
Das Dorf Giechkröttendorf befindet sich im westlichen Teil des Pfauengrundes, eines Tals zwischen dem Kordigast und dem Kröttenstein in den nördlichen Ausläufern Frankenjuras im Naturpark Fränkische Schweiz - Frankenjura. Durch das Tal fließt ein kleiner Bach, der in die Weismain mündet. Der Ortskern von Weismain liegt etwa einen Kilometer entfernt.

## Geschichte

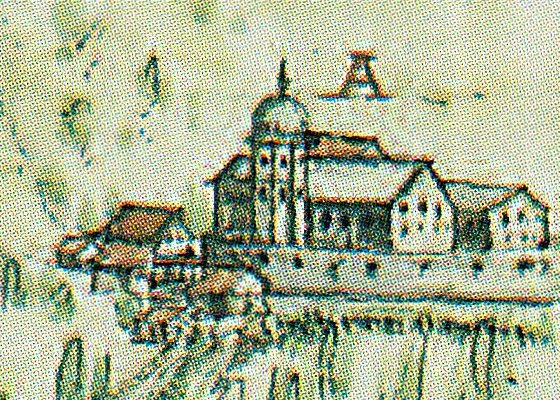
Der Ausschnitt zeigt das Schloss Giechkröttendorf, wie es in der Karte um den Schaftrieb aus dem Jahr 1672 abgebildet ist

Im Jahr 1350 erhielt Chunrad von Giech die Besitzungen um den Kröttenstein vom Hochstift Bamberg als Lehen. Auf diese Zeit geht auch der heutige Dorfname zurück, der sich aus dem Namen des Adelsgeschlechtes und dem Namen des sich südwestlich des Dorfes befindlichen Kröttensteins zusammensetzt.
Das Schloss Giechkröttendorf wurde erstmals 1422 urkundlich erwähnt. Acht Jahre später wurde erstmals eine Kapelle im Ort erwähnt, die nicht mehr existiert. Im Bauernkrieg wurde das Schloss 1525 teilweise zerstört und niedergebrannt. Der endgültige Wiederaufbau erfolgte erst 1571/76. Im Jahr 1607 ließ der damalige Gutsherr, Achaz von Giech zu Kröttenstein, das Schloss an das Kloster Langheim verpfänden. Im Jahr 1618 erwarb das Kloster das Anwesen.
Die vermutlich älteste Zeichnung des Giechkröttendorfer Schlosses ist in einer Karte aus dem Jahr 1672 enthalten, die anlässlich eines strittigen Schaftriebs am Kordigast erstellt wurde. In alten Aufzeichnungen wurde 1689 die Schafzucht als der wichtigste Wirtschaftszweig des Dorfes genannt.
Am 24. Januar 1991 wurde der örtliche Kapellenbauverein gegründet, der den Bau der heutigen Kapelle veranlasste. Die Grundsteinlegung fand am 23. Mai 1992 statt, die Benediktion am 28. Mai 1994.

### Einwohnerentwicklung
Die Tabelle gibt die Einwohnerentwicklung von Giechkröttendorf wieder.
| Jahr | Einwohner | Quelle |
| ---- | --------- | ------ |
| 1833 | 105       | [ 5 ]  |
| 2011 | 61        | [ 6 ]  |
| 2012 | 59        | [ 7 ]  |
| 2013 | 60        | [ 8 ]  |
| 2015 | 64        | [ 9 ]  |
| 2018 | 73        | [ 1 ]  |

## Vereine
- Kapellenbauverein Giechkröttendorf